# Vallée de Saas
 (novembre 2023).
Si vous disposez d'ouvrages ou d'articles de référence ou si vous connaissez des sites web de qualité traitant du thème abordé ici, merci de compléter l'article en donnant les références utiles à sa vérifiabilité et en les liant à la section « Notes et références ».
La vallée de Saas, en allemand Saastal, est une vallée latérale dans la partie alémanique du canton du Valais, en Suisse, qui s'étend du barrage de Mattmark jusqu'à Stalden où la rencontre avec la vallée de Zermatt (Mattertal) forme la vallée de Viège (Vispertal). La vallée de Saas est traversée par la Viège de Saas (Saaser Vispa).

## Géographie

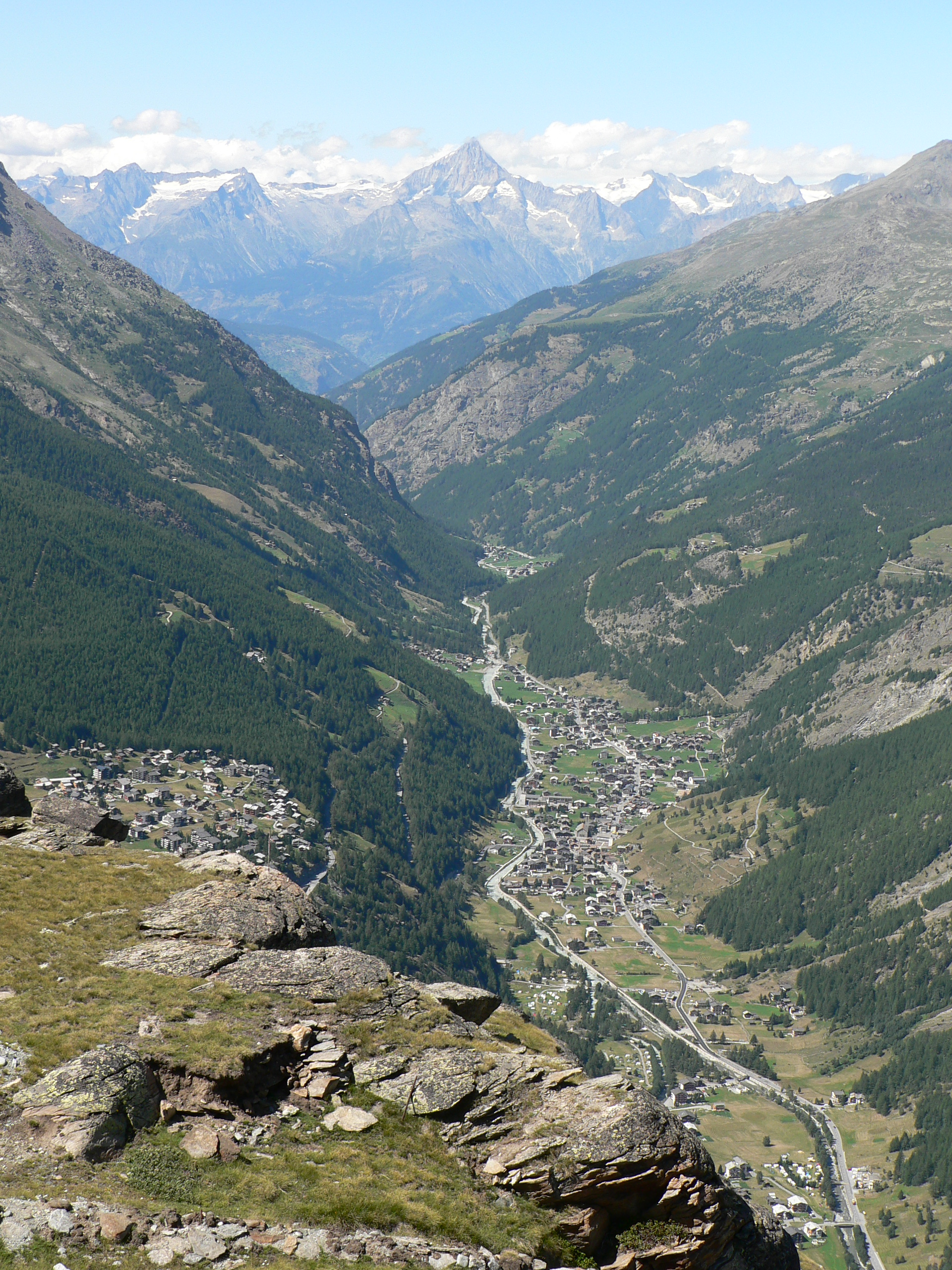
La vallée de Saas avec Saas-Fee et Saas-Grund.

Depuis la vallée du Rhône, on atteint en premier Saas-Balen, puis Saas-Grund.
De Saas-Grund, en remontant la vallée vers le sud, on atteint le village de Saas-Almagell et par la suite le barrage de Mattmark. La station de Saas-Fee surplombe Saas-Grund, à sa droite, de plus de 200 mètres.

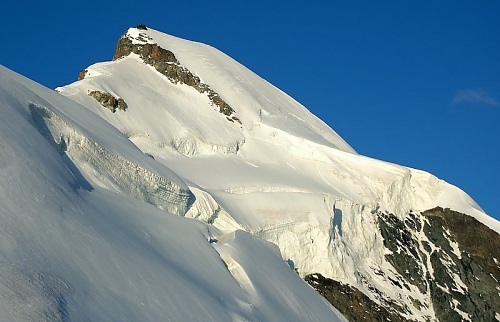
L'Allalinhorn, est un sommet de plus de 4000 mètres d'ascension facile.

La vallée de Saas est l'une des branches de la vallée de Viège (Vispertal). À l’ouest, depuis Stalden, la seconde branche : la vallée de Zermatt (aussi dénommée Nikolaital). Celle-ci monte vers la station de Zermatt qui est surplombée par le Cervin. L’ensemble de ces vallées jouxte également le mont Rose (deuxième sommet des Alpes) et le Dom (sommet le plus élevé intégralement sur le territoire suisse) dans le massif des Mischabels. De ces trois vallées, on atteint ainsi la deuxième concentration la plus importante de sommets des Alpes de plus de 4 000 mètres d'altitude, après le massif du Mont-Blanc.
La vallée borde l'Italie au sud et au sud-est (Valle Anzasca avec comme chef-lieu Macugnaga).

### Sommets
Quelques sommets de la vallée de Saas :
- Balfrin (3 796 m) ;
- Dom des Mischabel (4 545 m) ;
- Täschhorn (4 491 m) ;
- Alphubel (4 206 m) ;
- Allalinhorn (4 027 m) ;
- Rimpfischhorn (4 199 m) ;
- Strahlhorn (4 190 m) ;
- Roffelhörner (3 477 m) ;
- Stellihorn (3 436 m) ;
- Sonnighorn (3 487 m) ;
- Punta d'Andolla (3 656 m) ;
- Weissmies (4 017 m) ;
- Lagginhorn (4 010 m) ;
- Fletschhorn (3 985 m).

## Histoire
La vallée de Saas serait habitée depuis plus de 5 000 ans.
Jadis Saas-Grund était le chef-lieu de la vallée. Depuis, le tourisme a donné plus d'importance à la station de Saas Fee, qui lui a ravi la primauté, tant en nombre d’habitants qu’en importance économique.
Quelques cols menant en Italie, dont le col de Monte-Moro, le col de l'Ofental et le col d'Antrona servaient jadis de lieu de passage pour un trafic de contrebande lucratif. L’ouverture de la route du col du Simplon mit fin à l'importance de ses cols de haute altitude, très difficiles d’accès.
La Chronik des Tales Saas, rédigée en 1851 par le chanoine Peter Joseph Ruppen, est encore à ce jour l'œuvre de référence concernant la vallée de Saas, basée sur les rubriques du  chanoine Peter Joseph Zurbriggen (Familienstatistik Saas Nr. 553). Le notaire Alois Zurbriggen et le curé Johann Josef Imseng complétèrent cette chronique par des ajouts scientifiques. Le manuscrit original a été préservé jusqu'à ce jour.

## Paroisse catholique

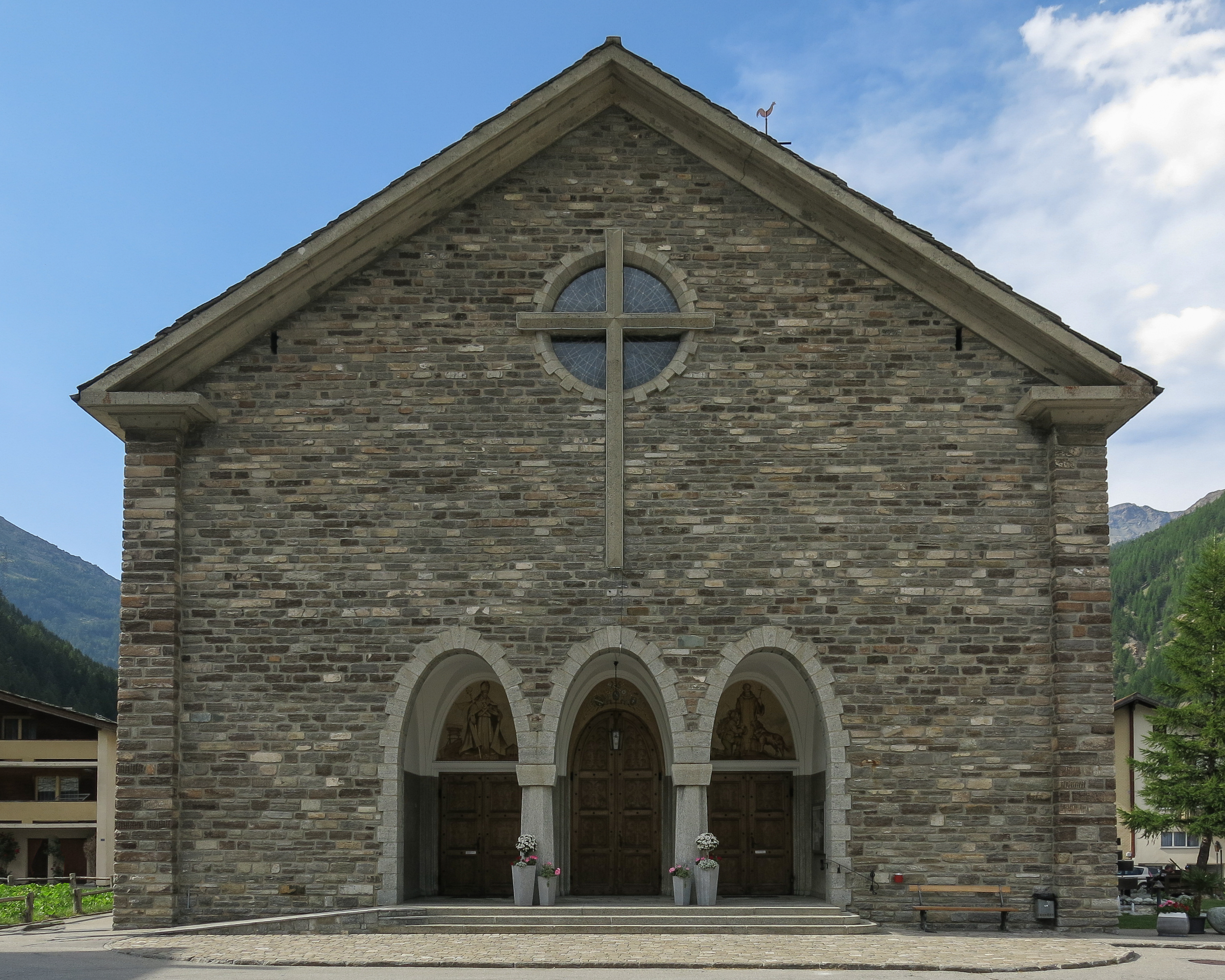
L’église de la vallée se trouvait à Saas-Grund (St. Bartholomäus).

La vallée de Saas, comprenant les communes de Almagell, Balen, Fee et Grund, constituait une unique paroisse catholique jusqu’en 1893. L’église de la vallée se trouvait à Saas-Grund (St. Bartholomäus). Aussi, tous les habitants de la vallée devaient s’y rendre pour accomplir tous leurs devoirs religieux et civils, (tels que  baptêmes, confirmation mariages, enterrements, etc.)